# Michael Stocklasa
Michael Stocklasa (Triesen, 2 dicembre 1980) è un ex calciatore liechtensteinese, di ruolo difensore.

## Biografia
È fratello di Martin Stocklasa.

## Carriera

### Club
Debutta il 2 giugno 1998.

### Nazionale
È all'ottavo posto nella classifica delle presenze ed al settimo in quella delle reti.

## Palmarès

### Club

#### Competizioni nazionali
- Coppa del Liechtenstein: 6

Vaduz: 1997-1998, 2002-2003, 2003-2004, 2004-2005, 2005-2006
Eschen/Mauren: 2011-2012
- Challenge League: 1

Vaduz: 2002-2003